# Icarus (Journal)
Icarus ist eine englischsprachige Fachzeitschrift für wissenschaftliche Erstveröffentlichungen aus dem Gebiet der Planetologie. Das monatlich erscheinende Journal ist eine offizielle Publikation der Division for Planetary Sciences der American Astronomical Society und wird vom Verlag Academic Press (elektronische Ressource) und Elsevier, San Diego, California, unter der ISSN 0019-1035 herausgegeben.
Das Themengebiet der Veröffentlichungen in Icarus umfasst Forschungsergebnisse aus beobachtender Astronomie, experimenteller und theoretischer Astrophysik, Geologie, Physik, Chemie, Biologie und anderer Bereiche, die thematisch mit der Erforschung des Sonnensystems und anderer Planetensysteme zusammenhängen.